# Commission polonaise de liquidation

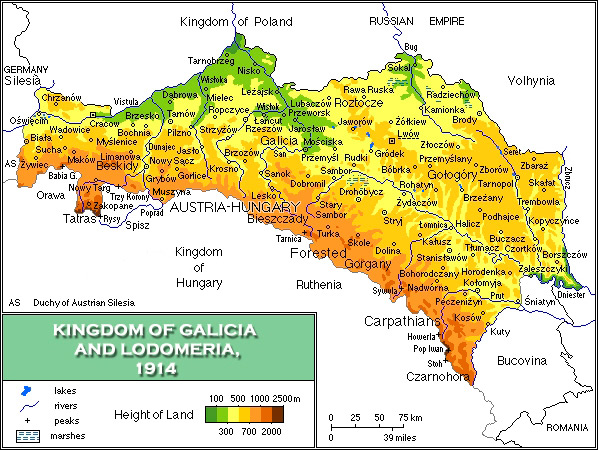
Carte du Royaume de Galicie.

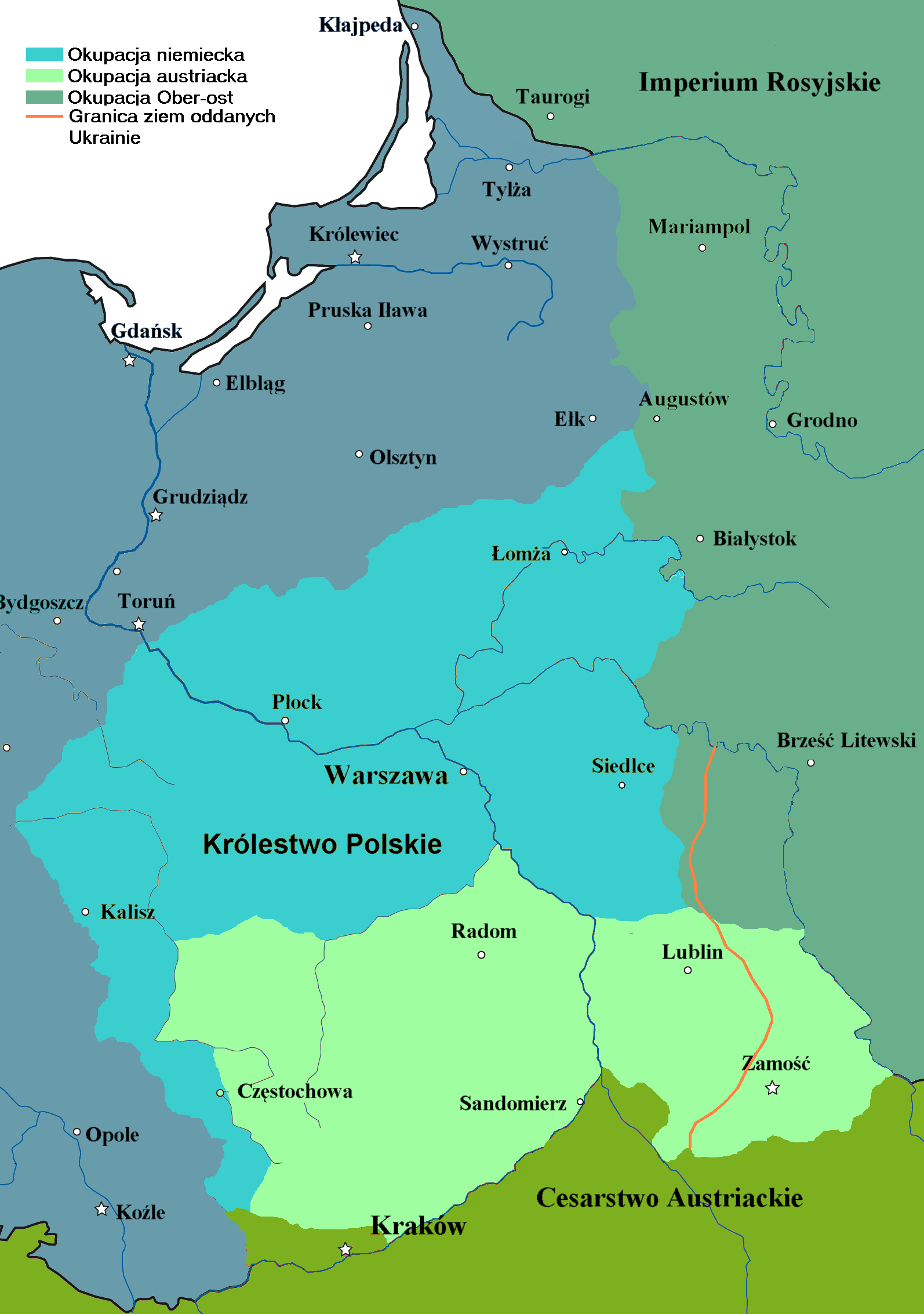
Partie de la Pologne occupée par l'Autriche-Hongrie en vert clair.

La Commission polonaise de liquidation (en polonais : Polska Komisja Likwidacyjna Galicji i Śląska Cieszyńskiego) est un organe gouvernemental temporaire polonais mis en place en Galicie à la fin de la Première Guerre mondiale. Créée le 28 octobre 1918, son siège est situé à Cracovie. Elle est dirigée par Wincenty Witos et Ignacy Daszyński. Le principal but de la Commission consiste, statutairement, à « liquider les séquelles de l'occupation du pays » par les Empires centraux, et pratiquement à maintenir l'ordre dans la partie autrichienne de la Pologne partagée, le temps de rétablir l'État polonais,: en effet, les soldats affamés et parfois débandés des armées allemande et austro-hongroise, ainsi que les citadins les plus pauvres eux-mêmes victimes de la disette (la Galicie était la plus pauvre province de l'Autriche-Hongrie (en)) tentaient de se livrer au pillage, sans compter les Ukrainiens de la partie orientale du pays qui voulaient faire sécession.

## Chronologie
La Commission a fonctionné durant cinq mois : elle est fondée par les membres polonais du parlement autrichien le 28 octobre 1918 et transfère son autorité au gouvernement central polonais établi à Varsovie le 27 mars 1919.